# تاریخ وصاف
تاریخ وَصّاف (نام دیگر: تجزیة الامصار و تزجیة الاعصار) از قدیمترین منابع دربارهٔ دوره ایلخانان، به زبان فارسی و نوشته شرف‌الدین عبداللّه شیرازی است.
به گفته وصاف، کتاب او دنباله تاریخ جهانگشای است و عطاملک جوینی در همه حال ممدوح اوست.
وصاف در ۶۹۹ق به نوشتن تاریخ خود پرداخت و بخشی از آن را در ۷۰۲ق در شام به آگاهی و نگاه غازان‌خان رساند و در ۷۱۲ق در سلطانیه چهار بخش نخست این اثر را به الجایتوخان تقدیم کرد. بخش پنجم آن در ۷۱۶ق (۱۳۲۶م) به پایان رسید.
وصّاف ضمن شرح وقایع تاریخی، اشعاری به عربی یا فارسی آورده که غالباً سروده خود اوست. تاریخ وصاف یکی از دشوارترین و به عبارتی متکلفانه‌ترین متون نثر فارسی است. اطناب جمله‌های وصاف به سبب زیاده‌روی در بهره‌گیری از ادبیات عرب مانع از درک درست مفاهیم و محتوی نوشته‌هایش شده است. به همین خاطر برای فهم آن آثاری چون: حل مشکلات تاریخ وصاف، شرح شواهد تجزیة الامصار، شرح ترکی تاریخ وصاف، تحریر تاریخ وصاف و گزیده‌های آن پدید آمده است. به گفته شرف‌الدین شیرازی کتاب او ترکیبی از اطناب (درازگویی) و ایجاز (پیراسته‌نویسی) است. نویسنده مدعی است تا پیش از او کسی نتوانسته است چنین کاری را انجام دهد و او آغازگر راه است.

## درون‌مایه
محتوای تاریخ وصاف را به سه بخش عمده می‌توان تقسیم کرد:
- الف. تاریخ عمومی: تاریخ مصر، شام، چین و هند.
- ب. تاریخ ایران: ایلخانان مغول از هلاکو تا ابوسعید.
- ج. تاریخ‌های محلی: فارس و همسایگان.

وصاف پس از بیان ناچیزی دربارهٔ منکوقاآن و رویدادهای پس از مرگ او، به سلطنت هولاکوخان و فتح بغداد پرداخته است. او همچنین به بیان رویدادهای حکومت جانشینان هولاکو تا میانه سلطنت سلطان ابوسعید بهادر به ذکر خاندان جوینی، اتابکان سلغری، اتابکان لر، سلاطین کرمان، دهلی، شبانکاره، مصر، جزیره کیش و آل کرت و نیز به تخت نشستن گیخاتو پرداخته است. وصاف در پایان جلد چهارم بخشی از تاریخ جهانگشای را آورده که مشتمل است بر رویدادهای قبایل مغول و تاتار و آغاز قدرت گرفتن چنگیزخان و وضع یاسا و پیروزی‌های او در خراسان و فرارود و چکیده‌ای از تاریخ حکومت خوارزمشاهیان و سلطان جلال‌الدین. در این بخش، نویسنده از توجه هولاکو به باختر و دستیابی او به کتابخانه اسماعیلیان و باورهای حسن صباح و جنگ‌های او با سلجوقیان نیز سخن گفته است. بخش پنجم آن به دنباله سلطنت الجایتو، مرگ او و نیز روی کار آمدن ابوسعید بهادر و رویدادهای دوران او اختصاص دارد.